# Kaye Hall
Kaye Marie Hall (Tacoma, 15 de maio de 1951) é uma ex-nadadora norte-americana, ganhadora de duas medalhas de ouro nos Jogos Olímpicos da Cidade do México em 1968.
Foi recordista mundial dos 100 metros costas entre 1968 e 1969.